# AS Serpentis
AS Serpentis (AS Ser / AN 42.1935) es una estrella variable en la constelación de Serpens.
Se localiza en la región de Serpens Caput, la cabeza de la serpiente, entre ψ Serpentis y 10 Serpentis.
Su distancia al sistema solar es de 1154 ± 17 años luz.
AS Serpentis es una estrella binaria cuyas componentes están tan próximas que casi llegan a tocarse, compartiendo su capa exterior de gas.
Llenan el 99% de sus lóbulos de Roche, por lo que prácticamente constituye una binaria de contacto.
La componente principal tiene tipo espectral F2 y una temperatura aproximada de 7000 K.
Su masa es un 50% mayor que la del Sol y su radio un 53% mayor que la de éste, brillando con una luminosidad 5 veces mayor que la luminosidad solar.
La estrella acompañante tiene la mitad de masa que el Sol y su radio equivale al 90% del radio solar.
De acuerdo a su masa, esta es una estrella de tipo M0, si bien, con 1/3 de la luminosidad del Sol, es demasiado luminosa para su tipo espectral.
La velocidad de rotación de esta binaria es 55 veces mayor que la del Sol.
El período orbital del sistema es de 0,4659 días (11,18 horas), estando clasificada AS Serpentis como una binaria eclipsante. Su brillo fluctúa entre magnitud aparente +11,40 y +12,00, existiendo un eclipse principal y un eclipse secundario, correspondiendo una caída en el brillo de 0,26 magnitudes para el primero y 0,10 magnitudes para el segundo.
Además se ha observado que el período orbital no es constante, sino que oscila; la amplitud de dicha oscilación es de 0,0049 días a lo largo de un período de 11,8 años.
Ello puede deberse a ciclos de actividad magnética de ambas componentes o a la presencia de un tercer cuerpo no detectado.
En esta última hipótesis, el tercer cuerpo, de 0,28 masas solares, sería una enana roja de tipo M5V si fuese una estrella de la secuencia principal y orbitaría a una distancia de 5,93 UA de la binaria cercana.